# Zăicoiu, Gorj
Zăicoiu este un sat în comuna Dănciulești din județul Gorj, Oltenia, România.